# سد ویرگن
سد ویرگن (به لاتین: Virgen Dam) یک سد در نیکاراگوئه است که در El Hato de La Virgen, Matagalpa Department واقع شده‌است.